# Theres Giger
Theres Giger (* 24. Februar 1944 in Bern) ist eine Schweizer Politikerin (FDP).
Giger arbeitete zunächst als Journalistin, bevor sie 1981 in den Stadtrat der Stadt Bern einzog und 1988 zur Stadtratspräsidentin gewählt wurde. 1993 wurde sie in den Gemeinderat der Stadt Bern gewählt und stand bis zu ihrer Abwahl 1996 als Gemeinderätin der Planungs- und Baudirektion vor.